# Markus Schlagnitweit
Markus Schlagnitweit (* 14. Juli 1962 in Linz) ist ein österreichischer Priester und Sozialwissenschaftler.

## Leben
Markus Schlagnitweit wuchs in Hart in Leonding auf. Er maturierte 1980 am Ramsauergymnasium in Linz. Es folgte die Mitarbeit im väterlichen Malereibetrieb und ein Zivildienst als Holzarbeiter im Landesforstrevier Leonstein im Steyrtal. 1982 trat er ins Linzer Priesterseminar ein und setzte seine Ausbildung ab 1984 am Pontificium Collegium Germanicum et Hungaricum de Urbe in Rom fort. Er studierte Katholische Fachtheologie in Linz, Innsbruck und Rom sowie Sozialwissenschaften an der Pontificia Università Gregoriana in Rom, wo er 1995 auch zum Dr.rer.soc. promovierte.
1989 wurde Markus Schlagnitweit zum Priester geweiht. Er war Kooperator in Steyr-Ennsleite und von 1992 bis 1995 Studentenseelsorger für die Katholische Hochschuljugend Wien und von 1995 bis 1997 Kooperator in Wels-Lichtenegg. Von 1997 bis 2018 war er Hochschulseelsorger der Katholischen Hochschulgemeinde in Linz.
Seit 2013 ist er für die Diözese Linz Seelsorger für Akademiker und seit 2017 Rektor an der Ursulinenkirche in Linz. Von 2005 bis 2009 war er Direktor der Katholischen Sozialakademie Österreichs, seit 2020 ist er neuerlich deren Direktor.

## Auszeichnungen
- 1995: Kardinal-Innitzer-Förderungspreis für Theologie

## Publikationen
- Der Kapitalismus zwischen Freispruch und Verdammung. Der österreichische Sozialhirtenbrief von 1925 im Spannungsfeld von Realität und Utopie. Hochschulschrift, Geyer, Wien/Salzburg 1995.
- mit Robert Wurst: Auf dem Marienpilgerweg von Tschenstochau (PL) über Leutschau (SK) nach Mariazell (A). Der internationale Weitwanderweg I 23. Mitarbeit von Arnost Guldan (SK) und Marek Staffa (PL), Wanderführer, Tyrolia-Verlag, Innsbruck/Wien 2006, ISBN 978-3-7022-2729-6.
- mit Klaus Gabriel: Das gute Geld. Ethisches Investment – Hintergründe und Möglichkeiten. Tyrolia-Verlag, Innsbruck 2009, ISBN 978-3-7022-3026-5.
- Boden unter den Füßen. Aufforderung zur Unruhe. Mit Fotos des Autors, Styria Premium, Wien/Graz 2012, ISBN 978-3-222-13349-7.
- mit Daniela Feichtinger: Was würde Jesus tun? Anregungen für politisches Handeln heute. Styria Verlag, Wien/Graz 2021, ISBN 978-3-222-13673-3.
- Einführung in die katholische Soziallehre. Kompass für Wirtschaft, Politik und Gesellschaft. Verlag Herder, Freiburg 2021, ISBN 978-3-451-38969-6.

Herausgeberschaft
- Armut und Gerechtigkeit. Beispielsammlung, Katholische Sozialakademie Österreichs, Bergmoser + Höller Verlag, Aachen 2007, 48 Seiten.